# Vaas
Vaas é uma comuna francesa na região administrativa do País do Loire, no departamento de Sarthe. Estende-se por uma área de 30.14 km². Em 2010 a comuna tinha 1 495 habitantes (densidade: 49,6 hab./km²).
A comuna é o local de nascimento do ministro de Estado de Mônaco, Jean-Paul Proust.